# Nils Olav
Nils Olav est le nom de la mascotte de la garde royale norvégienne. Cette mascotte est incarnée par un manchot royal vivant au zoo d'Édimbourg, en Écosse. Elle est anoblie avec le titre de Sir et promue général de brigade en août 2016 et major général en août 2023.

## Histoire
Lorsque la garde royale norvégienne se rendit au festival de l'Edinburgh Military Tattoo de 1961 pour une représentation, le lieutenant Nils Egelien s'intéressa à la colonie de manchots du zoo d'Édimbourg. Lorsque la Garde y retourna en 1972, il réussit à lui faire adopter un des manchots. Celle-ci le nomma Nils Olav, en l'honneur de son lieutenant et du Roi de Norvège Olav V.
Nils Olav a été élevé au rang de vice-caporal et promu chaque fois que la Garde Royale s'est rendue à l'Edinburgh Military Tattoo. En 1982 il devint caporal, puis sergent en 1987. Il est mort peu après cette promotion.
La relève fut prise par Nils Olav II, un autre manchot du zoo qui lui ressemblait. Il a été promu en 1993 au rang de sergent-major du régiment. Le 17 août 2005, il a été élevé au rang de colonel. Il est le premier manchot à détenir ce rang dans l'armée norvégienne.
Il a été anobli le 15 août 2008 lors d'une visite de la garde royale en Écosse. Cette promotion a été approuvée par le roi de Norvège Harald V. Durant la cérémonie d'anoblissement, plusieurs centaines de personnes et 130 soldats de la garde ont écouté une citation du roi Harald à propos du manchot Nils, disant « qu'il était qualifié dans tous les domaines pour recevoir l'honneur et la dignité d'un anoblissement ». Durant cette année, une statue en bronze à son effigie d'un mètre vingt a alors été érigée au zoo d'Édimbourg. L'inscription près de la statue est la suivante : « Au zoo d'Édimbourg et au peuple d'Édimbourg en célébration des liens unissant la Garde Royale et l'Edinburgh Military Tattoo ». Une autre statue de Nils se trouve à la base militaire de Huseby (en), à Oslo,,,,.
Entre 2008 et 2016, il est remplacé par un troisième manchot, avant qu'en août 2016, il soit promu au grade de brigadier,,, équivalent à général de brigade dans l'armée française ou à un brigadier général dans une armée du commonwealth.

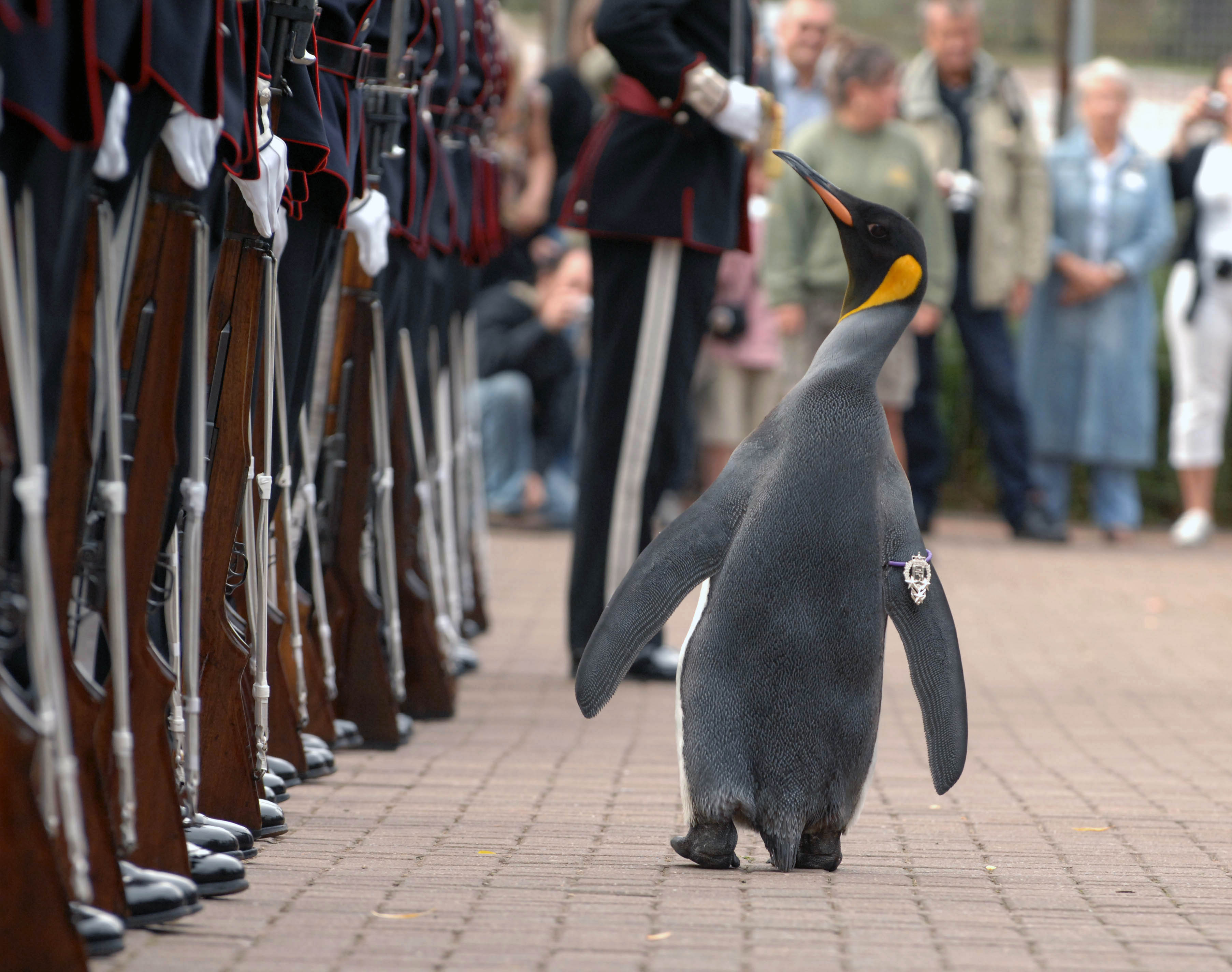
Nils Olav II inspectant la garde royale après son anoblissement le 15 août 2008.
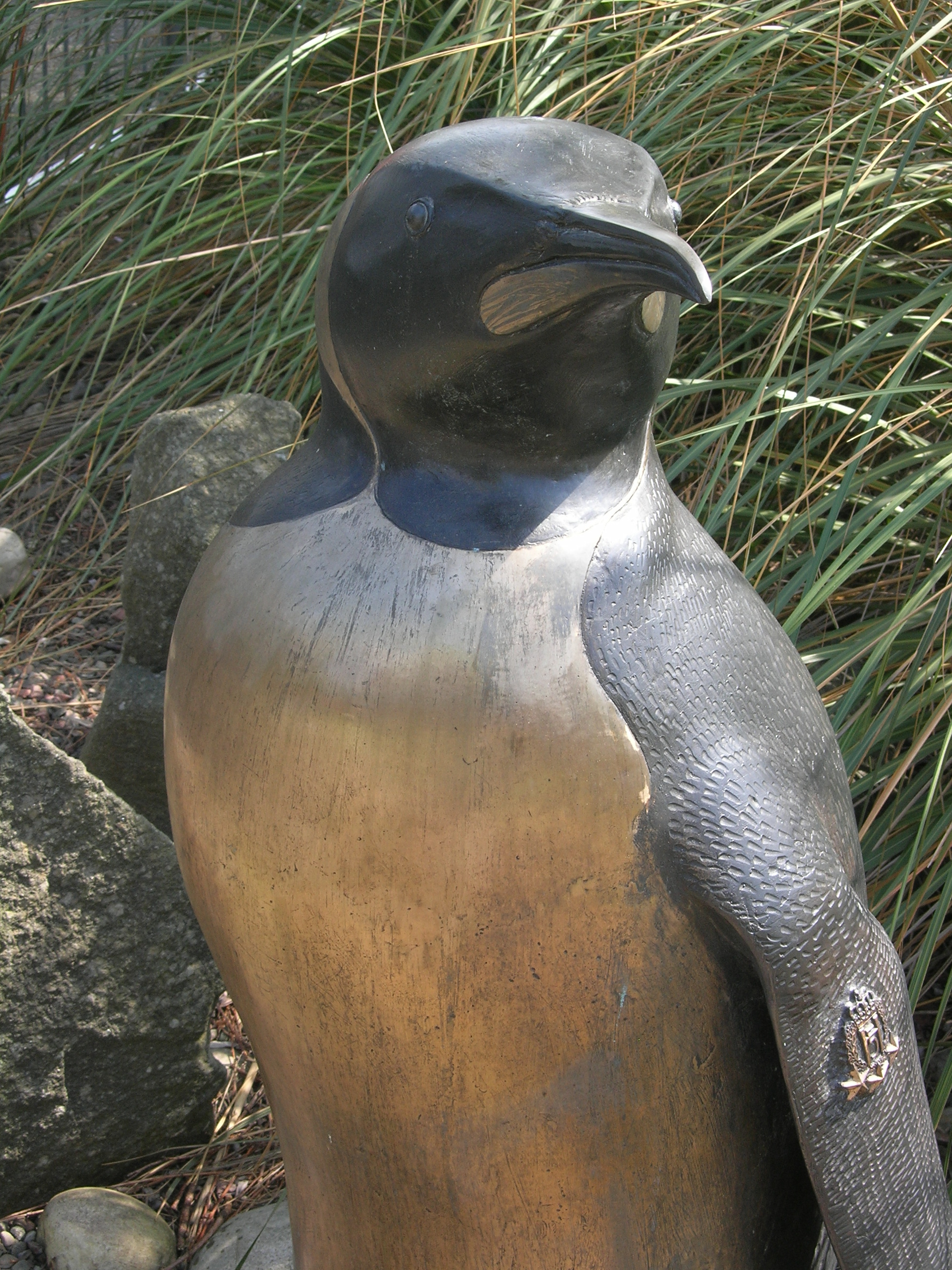
Statue en bronze de Nils Olav (2008) au zoo d'Édimbourg.
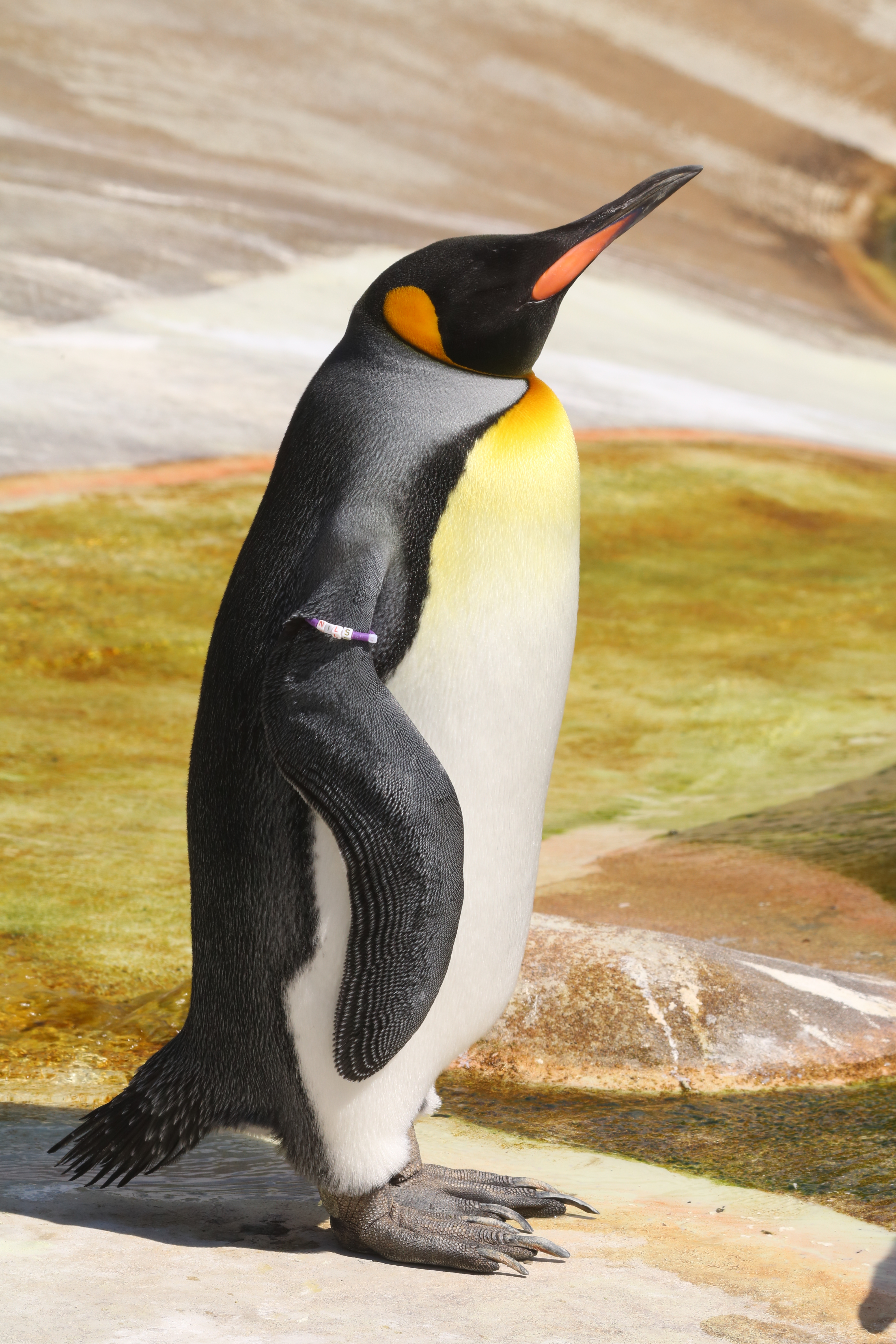
Nils Olav III en 2019.